# Чебургинское
Чебургинское  — озеро в Тобольском районе Тюменской области России. Относится к бассейну реки Тобол.

## Характеристика
Площадь озера — 26,2 км². Высота уреза воды над уровнем моря — 53 метра. Водоём имеет слегка вытянутую форму (длина — 8 км, максимальная ширина — 5,2 км).
На северном берегу в озеро вдаётся длинный мыс делящий водоём на западную и восточную части. Озеро расположено в 48 км к югу от города Тобольск. Ближайший населённый пункт — деревня Чебурга в 3 км к югу, с которой озеро связано протокой. Другими протоками Чебургинское связано с близлежащими озёрами: Кипкуль, Цетлакуль, Большое Конданское, Арткакуль, Ичкакуль, Большое Варгаэ и другими. Имеет сток в Тобол через реку Турба. Озеро мелкое, дно покрыто толстым слоем ила. Вода чистая, прозрачная. Берега низкие и заболоченные, в южной частью сильно заросли камышом и тростником, покрыты смешанным лесом с преобладанием сосны, ели, березы и осины.